# Молдашева, Эльмира Мейрамовна
Эльмира Мейрамовна Молдашева (17 февраля 1989) — казахстанская лыжник и ориентировщица на лыжах, мастер спорта Республики Казахстан международного класса.

## Биография
Живёт и тренируется в Астане у Г. В. Корниловой.
На зимней Азиаде 2011 года в соревнованиях, проходивших в Солдатском ущелье вблизи Текели, стала чемпионкой в эстафете.
В 2013 году — студентка ЕНУ им. Л. Н. Гумилёва.
Работала тренером в СШВСМ (Астана).
На чемпионате мира в Риддере была 26-й в спринте, 25-й — на длинной дистанции, 28-й — на средней дистанции и 7-й — в эстафете.
Работает тренером в ДЮСШ № 2 (Астана).